# 쿠틉 앗딘 마우두드
쿠틉 앗딘 마우두드 (1170년 9월 6일 죽음)는 장기 왕조의 군주 중 한명으로, 1149년부터 1169년까지 모술을 지배했다. 그는 이마드 앗딘 장기의 4남이며, 맏형 사이프 앗딘 가지 1세의 사후에 그의 영지를 계승했다.

## 삶
이마드 앗딘 장기가 죽은 직후에 그의 아들들은 아버지의 영지를 분할했다. 맏아들 사이프 앗딘 가지는 모술, 둘째 아들 누르 앗딘 마흐무드는 알레포, 셋째 아들 누스라트 앗딘 아미르아미란은 하란, 쿠틉 앗딘 마흐무드는 홈스를 차지했다. 1149년 사이프 앗딘 가지가 죽은 뒤에 쿠틉 앗딘이 가장 빨리 모술에 도착했기 때문에 사이프 앗딘의 영지를 그가 계승할 수 있었다. 모술을 정복하기를 원했던 누르 앗딘은 그 대신 홈스와 신자르를 정복했으며, 할 수만 있었다면 그의 형제도 공격했을 것이다. 하지만 알레포의 고참병들은 형제 살해의 죄에 관련되고 싶지 않았고, 다마스쿠스나 십자군들에게 기회를 주고 싶지도 않았기 때문에, 누르 앗딘의 야망에 동참하기를 거부했다. 결국 누르 앗딘은 원정을 포기하고 그의 형제와 화해했다.
1164년, 누르 앗딘의 장군 시르쿠가 이집트를 정복하기 위해 아모리 1세와 싸우고 있을 때, 누르 앗딘은 기독교 군대를 분리시키기 위해 안티오케이아 공국을 공격했다. 이 원정에는 마우두드는 물론이고 디야르 바크르와 마르딘의 아르투크 왕조의 아미르들도 동참했다. 이 원정은 성공적으로 끝이나 누르 앗딘은 하렘과 바니야스를 점령했고, 아모리는 이집트 정복에 실패했다. 이와 같은 이유로 마우두드는 형제를 위해 1167년의 트리폴리 백국 원정에도 참여했다.
1168년 초, 아르투크 왕조 하산케이프의 카라 아르슬란이 죽자 쿠틉 앗딘은 그 도시를 정복하려 했다. 하지만 아르슬란의 후계자를 보호하기로 약속한 누르 앗딘 때문에 그는 이 계획을 포기할 수 밖에 없었다.
쿠틉 앗딘은 1170년 9월 6일에 죽었다. 그는 맏아들 이마드 앗딘 장기 2세가 살아있었음에도 불구하고 둘째 아들 사이프 앗딘 가지 2세를 자신의 후계자로 지명했다.

## 자식들
1. 이마드 앗딘 장기 2세 (1197년 죽음): 본디 신자르의 에미르였으나, 잠깐동안 알레포를 지배하기도 했다.
2. 사이프 앗딘 가지 2세 (1180년 죽음): 모술의 에미르.
3. 이즈 앗딘 마수드 1세 (1193년 죽음): 모술의 에미르.

## 같이 보기
- 장기 토후국

## 참고 서적
- Grousset, Rene, Histoire des croisades - II. 1131-1187 L'équilibre, Paris, Perrin, 1935.

| 전임 사이프 앗딘 가지 1세 | 모술의 아타베그 1149년 ~ 1170년 | 후임 사이프 앗딘 가지 2세 |